# بيتر سفينسون (موسيقي)
بيتر سفينسون (بالسويدية: Peter Svensson)‏ هو موسيقي ومنتج أسطوانات وكاتب أغاني وعازف قيثارة سويدي، ولد في 18 أكتوبر 1974 في هوسكفارنا في السويد.

## وصلات خارجية
- بيتر سفينسون على موقع IMDb (الإنجليزية)
- بيتر سفينسون على موقع ميوزك برينز (الإنجليزية)
- بيتر سفينسون على موقع أول ميوزيك (الإنجليزية)
- بيتر سفينسون على موقع ديسكوغز (الإنجليزية)